# Delay 1968
Delay 1968 ist ein 1981 veröffentlichtes Musikalbum der Kölner Krautrockband Can. Es enthält die ersten professionellen Studioaufnahmen der Band aus dem Jahr 1968.

## Hintergrund
Im Juni 1968 fanden sich die sechs Mitglieder der noch jungen Musikgruppe Can, die sich anfangs Inner Space nannte, anlässlich einer Kunstausstellung im Schloss Nörvenich zu einem ersten Konzert zusammen; eine Aufnahme von diesem Konzert wurde 1984 als Bootleg Prehistoric Future veröffentlicht. Die Band erhielt daraufhin die Genehmigung, im Schloss ein eigenes Studio einzurichten, um professionellere Aufnahmen durchführen zu können. Das erste in diesem Studio vollendete Album, das, benannt nach dem Saxophonsolo „Pnoom“, den Titel Prepared to Meet Thy Pnoom tragen sollte, wurde von Plattenfirmen jedoch zunächst abgelehnt, so dass die Band sich erneut ins Studio begab, um das Album Monster Movie mit teilweise neuen Stücken aufzunehmen, das 1969 schließlich als Debütalbum veröffentlicht wurde. Die Stücke „Butterfly“, „Uphill“, „Little Star of Bethlehem“ und „Pnoom“ erschienen neben weiteren Aufnahmen von 1968 und 1969 später auf dem Bootleg Unopened. David Johnson verließ Can kurz nach der Fertigstellung des Albums, da ihm die immer rockigere Ausrichtung der überwiegend klassisch ausgebildeten übrigen Musiker nicht mehr gefiel.
Als die Band ihre Aktivitäten nach der Veröffentlichung ihres vorübergehend letzten neuen Albums Can im Jahr 1979 weitgehend eingestellt hatte, stellte sie einige Kompilationen mit bislang unveröffentlichten Studioaufnahmen zusammen. In dieser Reihe erschien 1981 schließlich auch Prepared to Meet Thy Pnoom ohne die bereits auf Monster Movie veröffentlichten Stücke unter dem Titel Delay 1968.

## Trivia
Thief wurde später unter dem Titel „The Thief“ verschiedenfach von der Band Radiohead live gespielt.

## Titelliste
| Nr.          | Titel                  | Länge |
| ------------ | ---------------------- | ----- |
| 1.           | Butterfly              | 8:20  |
| 2.           | Pnoom                  | 0:26  |
| 3.           | Nineteenth Century Man | 4:26  |
| 4.           | Thief                  | 5:03  |
| Gesamtlänge: | Gesamtlänge:           | 18:15 |

| Nr.          | Titel                    | Länge |
| ------------ | ------------------------ | ----- |
| 1.           | Man Named Joe            | 3:54  |
| 2.           | Uphill                   | 6:41  |
| 3.           | Little Star of Bethlehem | 7:09  |
| Gesamtlänge: | Gesamtlänge:             | 17:44 |